# Joseph Bourgeot
Pour les articles homonymes, voir Bourgeot.
Joseph Bourgeot, né le 5 juillet 1851 à Lyon et mort dans la même ville le 30 octobre 1910, est un sculpteur français.

## Biographie
Joseph Bourgeot obtient une mention honorable au Salon des artistes français de 1894.
À Lyon, il est l'auteur du Monument à Jean-Pierre Pléney (1897) de la place Meissonnier, et du Buste de Sidoine Apollinaire pour l'hôtel de préfecture du Rhône .

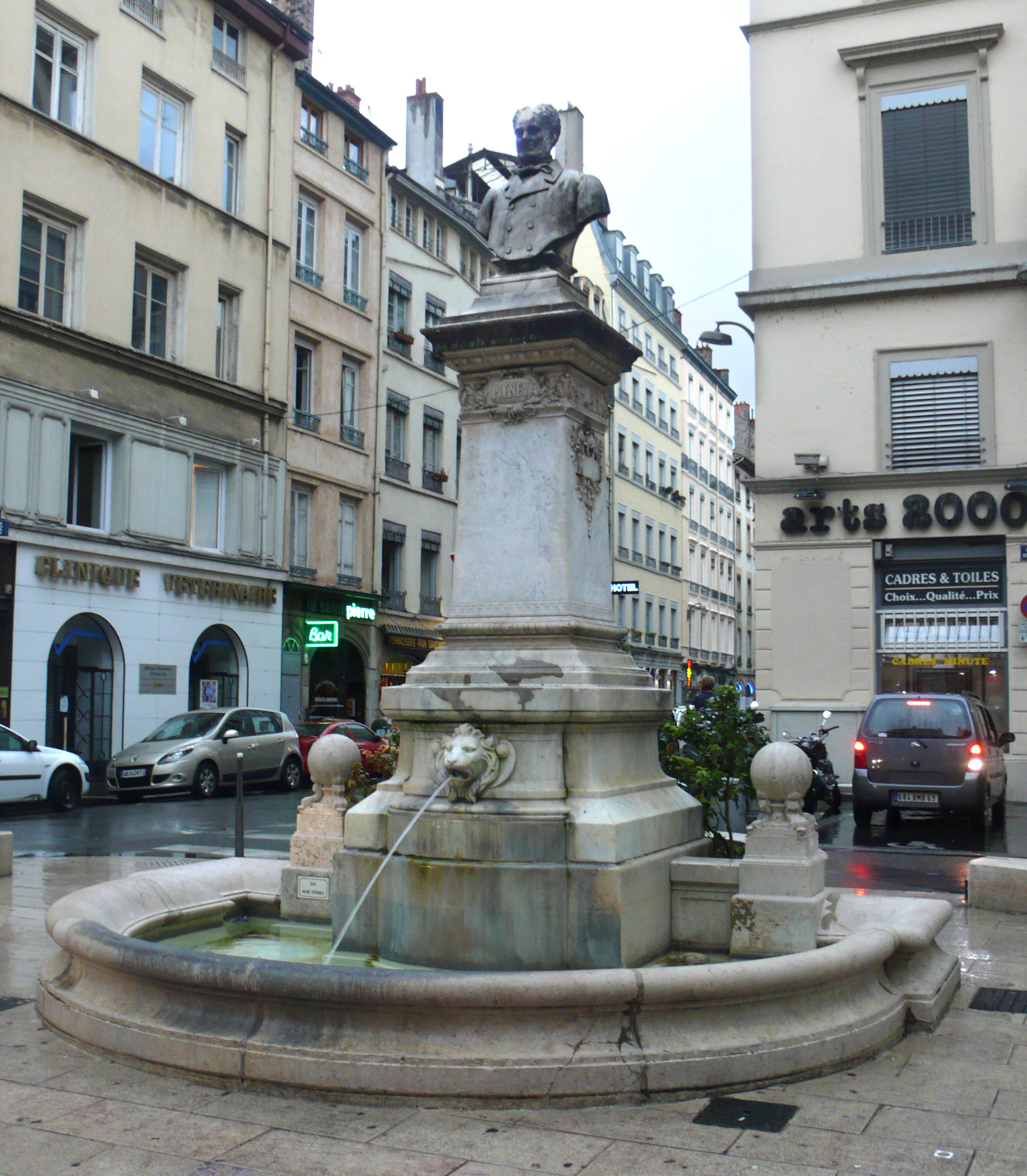
Monument à Jean-Pierre Pléney (1897), Lyon, place Meissonnier.